# Heinrich Schütz
Heinrich Schütz (født 8. oktober 1585 (JK) i Köstritz, død 6. november 1672 i Dresden) var en tysk komponist og organist. Den tyske musiks fader, som han blev kaldt, var sin tids betydeligste tyske tonekunstner. Schütz kom viden om i sit liv med ophold i Kassel, Venedig, København, Hannover, Wolfenbüttel, Gera, Weimar og Zeitz.
Musikalsk placeres Schütz som overgangsfigur mellem den tidlige og den sene barokmusik. Store dele af hans musik var vokal, men desuden skrev han en hel del musik beregnet for særlige begivenheder, således til festlighederne i anledning af den udvalgte prins Christians bryllup med den sachsiske prinsesse Magdalene Sibylle i 1634. Selv var han inspireret af blandt andre Giovanni Gabrieli og Claudio Monteverdi, og han var selv inspiration for den nordtyske orgelskole, der kulminerede med Johann Sebastian Bach.
Ved siden af sin komponistvirksomhed fungerede Schütz som organist og kapelmester.

## Liv og karriere

### Ungdom
Heinrich blev født i en fremstående borgerlig familie af frankisk oprindelse som den næstældste af Christoph Schütz' og Euphrosyne Biegers otte børn. Da han var fem år gammel, flyttede familien fra Köstritz i Østthüringen til Weißenfels i Sachsen-Anhalt, hvor faderen overtog gæstehuset "Zum güldenen Ring" efter sin fader. Senere købte han et gæstehus til, som han kaldte "Zum Schützen". Christoph fik en fremstående position i byen og blev med tiden borgmester. Han gav sine børn en grundig uddannelse, også musikalsk. To af Heinrichs fire yngre brødre, Benjamin og Georg, blev velkendte jurister. Schütz var nært knyttet til familien hele livet og ser ud til at have haft et specielt nært forhold til broderen Georg.
I 1598 overnattede landgreve Moritz von Hessen-Kassel i Christophs gæstehus. Greven var en kyndig musiker og habil komponist, og da han hørte Heinrich synge, indså han straks drengens talent og opfordrede forældrene til at sende ham til grevens hof i Kassel. Forældrene var egentlig imod, at Heinrich skulle slå ind på en musikalsk løbebane, men greven fristede med udsigter til en alsidig uddannelse, og forældrene gav til sidst efter. Opholdet ved hoffet i Kassel startede i 1599, og greven holdt sit løfte: Heinrich sang i koret samtidig, som han gik på grevens akademi Collegium Mauritanum, og fra 1607 bekostede greven studier i jura og etymologi ved universitetet i Marburg samtidig som Heinrich studerede orgelspil og komposition.

### Venedig
Landgreve Moritz besøgte Marburg i 1609 og gav Schütz følgende opfordring: "eftersom den vidt bekendte, men ganske gamle musiker og komponist Giovanni Gabrieli endnu er i live, ville jeg ikke gået glip af chancen til at høre ham og lære noget af ham". Opfordringen blev fulgt op af et toårig stipendium, som skulle bruges til at studere hos Gabrieli. Schütz skrev senere, at han først fandt det vanskeligt at komponere og angrede, at han havde forladt studierne i hjemlandet. Men det må være gået bedre efterhånden, for Gabrieli brugte Schütz' store fremgang i komposition og orgelspil som begrundelse til at opfordre grev Moritz til at forlænge stipendiet med et tredje år. Schütz afsluttede de to første år med at udgive madrigalsamlingen Il Primo libro di Madrigali, og dedikerede den til greven. Efter det tredje år blev han igen stærkt opfordret til at fortsætte, hvilket han også gjorde, nu med støtte fra forældrene som antagelig var blevet mere positivt indstillede til sønnens musikalske interesser. Gabrieli og Schütz knyttede åbenbart et tæt personligt venskab, og på dødslejet forærede Gabrieli en af sine ringe til Schütz, som på sin side altid omtalte Gabrieli med den største ærbødighed og regnede ham som sin eneste lærer.
Netop på den tid, da Schütz opholdt sig i Venedig, skete der en række bemærkelsesværdige musikalske innovationer: man begyndte nu at indlede musik med en instrumental sats, kaldet sinfonia og ritornel. Disse var led i den ved kontrastering klart afsnitsdelte helhed, der kendetegnede vokalkoncerten (overfor den ældre, enhedsbestemte motetform). Hos en af de tidligste udøvere af denne form, Michael Praetorius, fandtes der ikke nogen entydig form for dette forspil. I stedet spændte de fra improvisatoriske former, med eller uden imitation, præambulum, toccata, canzona, ricercare osv. til rene dansesatser, pavaner, mascerader eller balletter. Schütz lod sig inspirere heraf, omend han kun skridtvis tog formen i anvendelse: i "Symphoniae sacrae" I fra 1629 var kun halvdelen af de 20 værker forsynede med en "sinfonia" til indledning (nr. 3, 5, 7, 8, 10, 13, 14, 15, 16 og 17), mens den anden halvdel var uden instrumental indledning, omend en del af disse forspilsløse værker var forsynede med mellemspil, ligeledes kaldet "sinfonia" (nr. 2, 4 og 6). De indledende "sinfonia" kunne være nogle få (4-12) takters instrumental igangsætning, der var sammenhængende med sen efterfølgende vokalsats og tjente til at introducere dennes første (eventuelt to første) hovedmotiv(er) (således nr. 3, 7, 8 og 10) eller var uden en sådan sammenhæng (nr. 17), eller de kunne være længere, selvstændige instrumentalsatser med fællesmotiv med vokalsatsen (nr. 13, 14, 15 og 16) eller uden et sådant fællesskab (nr. 5).
Senere i, "Symphoniae sacrae" II fra 1647 forekom brugen af forspil kun i 12 af de 47 værker. Også i denne forbindelse gjaldt det, at de værker, der begyndte uden instrumental indledning, havde en eller flere "sinfoniaer" indlagt inde i værket. Først i "Symphoniae sacrae" III fra 1650 var det blevet almindeligt at indlede med instrumentale forspil, idet kun 5 af de 21 værker i samlingen ikke havde sådanne.
Schütz opholdt sig hos Giovanni Gabrieli i 4 år fra 1609 til 1612 (da Gabrieli døde) og fik her, altså først i en fremrykket alder, sin egentlige faguddannelse som musiker. Ved sin hjemkomst begyndte han atter på sit juridiske studium, men blev dog samtidig organist hos landgreven.

### Politisk kastebold
Efter, at Schütz var tilbage i Kassel i 1613, fik han ansættelse som andenorganist ved landgreve Moritz' hof. I august 1614 skrev kurfyrst Johann Georg I. af Sachsen i Dresden til landgreven og bad om at måtte låne en organist ved navn Schütz. Dette fik han, men nægtede derefter at levere ham tilbage. Grev Moritz, som jo havde bekostet Schütz' uddannelse, forsøgte i en række henvendelser at få sin musikalske juvél tilbage, men på grund af den politiske situation var greven afhængig af at stå på god fod med kurfyrsten og måtte til sidst acceptere, at Schütz forblev i kurfyrstens "eje". I august 1615 blev Schütz fungerende kapelmester ved kurfyrstens hofforkester i Dresden, på den tid Tysklands ledende hofkapel. Den formelle titel Koncertmeister fik han ca. 1619 og beholdt den resten af livet. Samme år offentliggjorde han Psalmen Davids og giftede sig med den 18 år gamle Magdalena Wildeck.
Som kapelmester havde Schütz overopsynet med hofkapellets medlemmer og var ansvarlig for al musik ved hoffet: kirkelig såvel som verdslig – til underholdning, ved gudstjenestene og ved politiske anledninger. Desværre er hans dramatiske verdslige værker (syngespil og balletter) forsvundet, da det almindeligvis kun var teksten, som blev trykt.

### Trediveårskrigen
I 1618 brød trediveårskrigen ud med en så ødelæggende virkning, at den kostede næsten en tredjedel af den tyske befolkning livet. Kulturlivet blev selvsagt stærkt ramt, og Schütz skrev: "Som følge af den vedvarende og farlige krig i vort kære tyske fædreland er den seriøse musik i store vanskeligheder og ligger mange steder helt nede". Følgelig måtte han nedsætte kravene til opførselspraksis og orkesterstørrelse "således at talentet Gud gav mig i denne ædle kunst ikke skal forblive uvirksomt, men i det minste skabe noget". Oveni krigen kom gentagne pestepidemier.
Schütz gjorde hurtig karriere i Dresden, allerede 1617 blev han således udnævnt til sachsisk overkapelmester, i hvilken stilling han med enkelte afbrydelser forblev indtil sin død. Allerede hans første større værk "Psalmen Davids" fra 1619 viser afgjort venetianske impulser, Schütz er heri den ny tids mand, hylder 17. århundredes ny musikstil, den såkaldte stylo recitativo med dens fremtrædende solistiske element, vokalt som instrumentalt. Men hans næste kirkelige arbejde "Historia der frölichen und siegreichen Auferstehung Jesu Christi" fra 1623 viser afgjort træk fra den gamle musikstil, så at Schütz straks ved sine første værker fremtræder som den ejendommelige overgangskunstner, bestemt til at forbinde to forskellige tidsaldres stilarter med hinanden. Lignende overgangsformer viser hans motetter "Cantiones sacrae" fra 1625. Gennemgående er det dog den ny tids stil, der overvejende præger værkerne fra Schütz egentlige manddomsperiode, således hans "Festmusik" ved fyrstesammenkomsten i Mühlhausen fra 1627, hans "Madrigaler" til tekster af Opitz, sikkert også hans første og eneste opera "Dafne" fra 1627, hvortil imidlertid musikken er gået tabt, endvidere de værker, han skrev efter et fornyet besøg i Italien i 1628, blandt hvilke "Symphoniæ sacræ" i 3 dele særlig rager frem.
Heinrich og Magdalena Schütz fik to døtre, Anna Justina, født i 1621, og Euphrosyne, født i 1623. Ægtefællerne var nært knyttede til hinanden, og da Magdalena døde allerede i 1625, tog Heinrich det meget tungt og giftede sig aldrig igen. Schütz oplevede, at alle hans kære døde, som broderen Georg og begge døtrene.
For at ikke miste kontakten med trenderne i tidens musikliv rejste Schütz til Italien i 1628 og opholdt sig der et år. Det er tænkeligt, at han mødte Claudio Monteverdi, men det er ikke sikkert. Opholdet gav Schütz mange nye impulser, for eksempel begyndte han at skrive i den nye deklamatoriske monodiske stil, som blandt andet Monteverdi havde været med til at udvikle. Han stiftede bekendtskab med en ny genre, operaen, der ifølge ham selv var helt ukendt i Tyskland. Også den første bog i Symphoniae sacrae, som han udgav efter at være vendt tilbage til Tyskland i 1629, viser tegn på impulser fra opholdet i Italien.

### Hos Christian den 4.
Hofkapellet i Dresden havde på denne tid så store problemer med at forsørge og lønne medlemmerne, at Schütz stadig søgte at finde arbejde udenfor Dresden. Han var derfor glad for at kunne takke ja til et tilbud fra kong Christian IV, der satte ham som højtlønnet kapelmester i spidsen for sit udmærket besatte kapel. To gange ved vi, at Schütz i denne egenskab fungerede ved hoffet i København, 1633-1635 samt 1642-1644, muligvis har han også været der et par gange til, men dette kan dog ikke bestemt oplyses. Ved sit første ophold i Danmark forestod han blandt andet som musisk leder de storartede festligheder i København i anledning af den udvalgte prins Christians bryllup med den sachsiske prinsesse Magdalene Sibylle i 1634 og har da sandsynligvis komponeret musikken til de forskellige festforestillinger, der gaves ved denne lejlighed, således musikken til den indledende operaballet, fremdeles til Laurembergs to skuespil "Aquilo" og "Die Harpyiæ" samt til den afsluttende "Tragoedia von den Tugenden und Lastern". Al denne musik er dog desværre gået tabt. Schütz tilegnede den senere Frederik 3. sine "Kleine geistliche Koncerte" fra 1639 og den udvalgte prins Christian 2. del af sin "Symphoniæ sacræ" fra 1647.

#### Første ophold i Danmark
Schütz' første ophold i Danmark er sat i forbindelse med den udvalgte prins Christians frierfærd i Sachsen i 1631 (Magdalena Sibylla var datter af kurfyrsten af Sachsen), hvor han besøgte hoffet i Dresden og her formodes at have lært Schütz at kende. Christian ønskede øjensynligt at få Schütz til Danmark. Den sachsiske envoyé i Hamborg, Friedrich Lebzelter, kom til at fungere som mellemmand. Han opholdt sig i København i efteråret 1632 og var i januar 1633 i audiens på Frederiksborg Slot, hvor spørgsmålet øjensynligt har været drøftet. Umiddelbart efter audiensen tog Lebzelter kontakt til Schütz, som erklærede sig rede til at komme til Danmark. I et brev, som via Lebzelter blev sendt til prinsen fremgår, at Schütz gerne ville væk fra Trediveårskrigen, som allerede i foråret 1631 for alvor var kommet til Sachsen. Schütz beder derfor prinsen om at få udvirket hans tilladelse til at rejse og tilbyder sin tjeneste for et år. I brevet lover han desuden at ville opvarte hoffet med "...kompositioner, ikke alene af mine egne, som er de sletteste, men også med værker af de allerfornemmeste komponister i Europa..." samt at opføre dramatiske kompositioner i den stil, som han havde lært at kende under sit ophold i Italien. Den 1. marts skrev prins Christian til kurfyrsten og bad om tilladelse til at låne hans kapelmester. Desuden skrev han til sin tante Hedvig på Lichtenburg, som var kurfyrstens svigerinde, og bad om hendes hjælp, og endelig sendte han et pas og et beskyttelsesbrev til Schütz den 2. marts. Af en udateret memorial fremgår, at Schütz skal have en årsløn på 800 daler udbetalt i rater hver måned i lighed med andre hoftjenere, samt at der skal udstedes to pas, et til Schütz og et til hans tjener, Moses Eichler. Desuden skal sendes 100 daler til Dresden til dækning af rejseomkostninger. Der gik dog flere måneder, inden Schütz ankom: i september og november opholdt han sig i Hamborg, og først i december ankom han til København.
Schütz' ankomst til Danmark falder sammen med en periode, hvor hoffets udgifter til hofkapellet voksede. I månederne frem til det store bilager (prins Christians og Magdalena Sibyllas bryllup i oktober 1634) udvidedes hofkapellet kraftigt således, at det efterhånden talte henved 80 musikere og sangere.
Foruden at være kapelmester havde Schütz tillige til opgave at koordinere og lede arrangementer og teaterforestillinger, som skulle finde sted i forbindelse med brylluppet. Antagelig skulle han komponere musikken og tillige have overopsyn med de planlagte sceneværker. Disse omfattede dels en slags operaballet, som dansemester Alexander von Kükelsom skulle stå for, dels to skuespil med musik, som dr. Lauremberg skulle stå for, og endelig en tragedie om dyderne og lasterne. Desværre er musikken til disse arrangementer ikke bevaret, omend det må antages, at Schütz har skullet komponere den. Det vides dog med sikkerhed, at han i anledning af bilaget komponerede canconetta'en "O der grossen Wundertaten" ("Gesang der Venuskinder") for 4 sopraner, 2 violiner og basso continuo, der var en af de "inventioner", som bryllupsoptoget bestod af, og som blev dedikeret til 6 danske adelsmænd.
Schütz forblev i Danmark efter bilageret, men da hans moder døde i februar 1635, og kurfyrsten gerne ville have sin kapelmester tilbage, forlod Schütz Danmark igen i maj samme år. Sidste lønudbetaling skete 10. maj, og desuden fik han en gave på 200 daler (ca. 3 måneders løn) samt en guldkæde med kongens portræt.

#### Forgæves forsøg på atter at komme til Danmark
I de følgende år synes Schütz flere gange at have forsøgt at komme tilbage til Danmark, omend forgæves. I 1637 søgte han herom med begrundelsen, at han havde efterladt sig "sine bedste musikalske sager" i Danmark og desuden havde et tilgodehavende hos prinsen. Kurfyrsten synes ikke at have givet ham lov til at rejse; i stedet måtte han sende sin tjener. Medvirkende hertil kan også have været, at hans broder Georg døde i november 1638, hvorfor Schütz måtte påtage sig forpligtelser med hensyn til opdragelsen af de efterladte børn.
I 1639 udgav Schütz sin anden samling "Kleine geistliche Concerte" med dedikation til prins Frederik (senere Frederik III), Christian IVs yngste søn, der da var ærkebiskop af Bremen. Noget tyder på, at der også dette år har været planer om at få ham til Danmark igen, idet et udateret pas i hans navn findes mellem prinsens papirer.
Ind imellem sine ophold i Danmark arbejdede Schütz som musikalsk rådgiver ved fyrstehofferne i Hannover, Wolfenbüttel, Gera, Weimar og Zeitz. I anledning af prins Heinrich II. Posthumus Reuß' gravlæggelsesceremoni komponerede Schütz i 1635/36 Musikalische Exequien, hans største og vigtigste komposition for sådanne anledninger.

#### Andet ophold i Danmark
Efter et ophold i Hannover synes Schütz atter at have ønsket hurtigt at komme væk fra Dresden, hvor kapellet blot bestod af 10 mand. Han forlod Dresden i foråret 1642 og på ny med København som mål. I henhold til et koncept til hans kapelmesterbestalling ansattes han den 3. maj 1642 med 800 daler i løn. Hans sidste lønudbetaling fandt sted den 30. april 1644. Han dirigerede blandt andet bryllupsmusikken, da Christian IV bortgiftede sine tvillingdøtre, Christiane og Hedevig, til de to adelsmænd Hannibal Sehested og Ebbe Ulfeldt. Dobbeltbrylluppet fandt sted den 6. november 1642 på Københavns Slot.
Året efter blev Frederik (III) gift i Glückstadt, og formentlig har Schütz også haft ansvaret for musikken i den anledning. Af kongens regnskaber fremgår, at 14 instrumentister og sangere skulle sendes til Glückstadt. Umiddelbart efter brylluppet blev Danmark imidlertid ramt af Torstenson-krigen, og kort efter forlod Schütz landet. Hans afrejse synes at være sket omkring 1. maj, Inden afrejsen overrakte Schütz imidlertid manuskriptet til anden del af "Symphoniae sacrae" til prinsen, og da værket blev udgivet i 1647, blev det i et forord dateret 1. maj 1647 tilegnet prins Christian. Denne døde imidlertid under et ophold i Dresden den 2. juni, og da ligbegængelsen skete der, kan Schütz have stået for musikken også ved denne lejlighed.
Det er muligt, at Schütz har håbet på atter at kunne vende tilbage til Danmark, men under indtryk af de talrige krige, som Danmark nu havde været inde i, var kongens økonomi voldsomt forringet, omend dette ikke synes at have ramt hans udgifter til musikere.

### Udgivervirksomhed
I 1636 offentliggjorde Schütz første del af Kleine geistliche Konzerte og anden del i 1639. Højdepunktet af hans publikationsvirksomhed kom i slutningen af 1640-erne med anden del af Symphoniae sacrae i 1647, i 1648 Geistliche Chormusik og i 1650 tredje og sidste del af Symphoniae sacrae.

### Sene år
Fra 1645 sendte Schütz stadig ansøgninger om at blive pensioneret, med sine 60 år følte han sig gammel og hofkapellet lå nede. Kurfyrst Johann Georg I afviste alle henvendelserne, ofte uden at svare eller ved at returnere brevene ulæste. Da Johann Georg I døde i 1656, slog sønnen og efterfølgeren Johann Georg II. imidlertid sit eget og faderens hofkapel sammen og gav Schütz den eftertragtede pension samt titlen "ältesten Kapellmeister", som han beholdt til sin død.
Schütz nød sit otium i Weißenfels - stedet hvor han voksede op. Fra denne tid stammer "Lukaspassionen" (ca. 1664), "Mattæuspassionen" (1665) og "Johannespassionen" (1666), samt "Weihnachtshistorie" (1664). Han sidste værk er en fuldstændig tonesætning af Salme 119 (1671), opdelt i 11 motetter med et tilhørende tysk magnificat og musik til Salme 100. Salme 119 er Bibelens længste, og hele værket er gennemgående med dobbeltkor. Eftersom dette er hans sidste værk, kaldes det også "Schwanengesang".
I sine senere værker greb Schütz med stigende konservatisme tilbage til den gamle musikstil, således i "Die sieben Worte Jesu Christi am Kreuz" fra 1645, endnu mere i motetterne "Geistliche Chormusik" fra 1648 og allermest i hans tre gange gentagne behandlinger af Passionen (efter henholdsvis Johannes, Matthæus og Lucas evangelier) fra hans sidste leveår. Til samme stilretning hører ligeledes hans ved deres melodiske fylde interessante 4-stemmige melodier til Becker’s salmer fra 1628.

### Død og begravelse
Schütz døde i Dresden 87 år gammel og blev begravet i den gamle Frauenkirche i Dresden. Gravstenen forsvandt, da den gamle kirke blev revet ned i 1727.

## Musikalsk stil
Heinrich Schütz regnes som den tidlige baroks mest betydelige tyske komponist. Selv om han oprindelig fik organistuddannelse, komponerede han næsten kun vokalmusik. Efter de tidlige madrigaler med italiensk tekst skrev han frem for alt vokalmusik til tyske bibeltekster, både for gudstjenester og til underholdning ved det fyrstelige taffel. Schütz selv så det nok som sin hovedopgave at skrive musik til særlige anledninger som store hof-fester og politiske begivenheder.
Schütz startede sin karriere i et strålende hofmiljø og levede frem til sin kones tidlige død et lykkelig familieliv, men sammenfaldet af trediveårskrigen, epidemier og sociale omvæltninger førte til noget, han selv beskrev som en "næsten uudholdelig tilværelse". Kun i ringe udstrækning afspejles disse livserfaringer i hans musik – komponister på hans tid skildrede sjældent sine egne følelser men betragtet sig - og blev betragtet - som håndværkere, som producerede det, tjenesteherren krævede af dem.
Schütz' kompositioner er påvirket af læreren Gabrieli, af Monteverdi og af nederlandske 1500-talskomponister. Tidligt i karrieren komponerede Schütz musik i et stort og ekspansivt format, men musikken blev efterhånden enklere og nærmest spartansk - en stil som kulminerer med passionerne. De forværrede sociale forhold er den mest sandsynlige årsag til denne udvikling.
Schütz indførte den nye italienske koncerterende stil med obligat generalbas til Tyskland og forenede den med tysk bibelprosa. Hans mesterlige "oversættelser" af tyske tekster til musik – præget af erfaringerne med den italienske madrigal – har altid troldbundet publikum. Bortset fra bibelprosaen, med særlig vægt på Salmernes bog, satte han sjælden tekst til rim eller strofisk tekst. Dette kan skyldes, at han ikke fandt tyske tekster efter det italienske madrigal-mønster og ikke så sig i stand til at skrive sådanne selv. Schütz samarbejdede ikke desto mindre med kendte digtere, for eksempel førte samarbejdet med Martin Opitz til pastoralkomedien Dafne. Musikken er gået tabt, og man ved ikke sikkert, om dette var en gennemkomponeret opera eller et teaterstykke med musik.
Ved siden af generalbas-stilen skrev Schütz i den ældre generalbas-frie stil, som han holdt for at være et godt grundlag for al komposition. Dette viste han i praksis, ikke bare i madrigalerne, men også i Cantiones sacrae-motetterne (1625) og i Geistliche Chormusik (1648). Schütz' specielle særtræk var måden, han fusionerede begge stilarter til helhedsværker gennem en virtuos omgang med vokalstemmerne såvel som med de obligate instrumenter, og en varieret håndtering af de forskelligste besætninger, fra små enstemmige koncerter til flerstemmige, klangfulde værker. Også Schütz' samtidige anerkendte hans præstationer på dette felt.
Schütz var en af de sidste komponister, som skrev i en modal stil. Hans harmonier opstod mere som et resultat af at uafhængige stemmer havnede på samme vertikale linje end af en følelse for funktionel harmoni – til gengæld opviser meget af hans musik en stærk tonal gravitation, når den nærmer sig kadencerne. Musikken indeholder megen imitation, men er struktureret således, at stemmerne ikke nødvendigvis kommer ind efter samme antal taktslag eller med forudsigelig intervalafstand. Schütz' måde at komponere på fører ofte til intense dissonanser, som skyldes en kontrapunktik, hvor de individuelle stemmer bevæger sig korrekt lineært, men således at resultatet bliver en opsigtsvækkende harmonisk spænding. Frem for alt viser hans musik en enestående følelse for tekstens accentuering og mening, ofte formidlet ved hjælp af tekniske figurer hentet fra musica poetica.
Schütz var en vigtig formidler af nye musikalske ideer fra Italien til Tyskland og fik stor betydning for den tyske musik, som blev skabt efter hans tid. Den nordtyske orgelskoles rødder ligger hos Schütz (og hos nederlænderen Jan Pieterszoon Sweelinck). Denne musik kulminerede i J.S. Bachs værker et århundrede senere.
Heinrich Schutz indtager en fremtrædende plads blandt Tysklands tonemestre. Hans kompositioner giver, ordnede i den rette rækkefølge, et billede af den tyske musiks udvikling gennem et helt århundrede.

### Tidlige madrigaler
Schutz debuterede i Venedig i året 1611. Som elev hos Gabrieli udgav han dér en samling madrigaler, i hvilken han på én gang optræder som den lærde kontrapunktiker og som den frisindede dramatiker. For desto tydeligere at kunne afspejle tekstindholdet i tonerne, lod han sig allerede nu forlede til ofte at handle tvært imod teoretikernes forskrifter. Septimspring, store kvartspring, uopløste dissonanser, kromatiske og enharmoniske overgange, alt vover han for at tilvejebringe fuld overensstemmelse mellem ord og toner. Da Monteverdi 19 år tidligere havde åbnet sin kunstnerbane med en lignende samling madrigaler, havde han med den nedkaldt teoretikernes retfærdige vrede over sit Hoved; Schutz’ arbejde fik ikke mere så ublid en modtagelse. Man havde ved den tid, da det fremkom, allerede vænnet sig til den dramatiske skrivemåde. Madrigalerne vakte opsigt, men blev i hovedsagen vel modtagne.

### Psalmen Davids
Først i 1619 udgav han som sachsisk hofkapelmester i Dresden sine næste kompositioner: "Psalmen Davids sampt etlichen Moteten vnd Concerten tnit 8 vnd mehr Stimmen".
Det er i denne komposition igen den italienske kunst, som viser Schutz vejen. Han indretter ikke, således som Goudimel og andre komponister af den ældre skole, salmerne for et enkelt fire- eller femstemmigt kor, men vælger efter de venetianske mestres skik at anvende flere kor paa én gang. To eller undertiden flere hovedkor (Cori favoriti) udgør kompositionens kerne; dertil slutter sig endnu et eller flere underordnede fuldstændiggørende kor (Capelien), som nu og da falde ind "zum starcken Gethön und zur Pracht", som han selv udtrykker sig i fortalen. Disse "Capeiler" fremtræder ganske vist til tider kun som simple fordoblinger af hovedkorene, men er dog i de fleste tilfælde selvstændigt udarbejdede, således at de kun i rytmen følge med hovedkoret. Schutz bringer her for første gang den deklamatoriske stil til anvendelse på de store kormasser, hvorved teksten overalt bliver let forståelig. De underordnede kor, "capelierne", lod Schutz som oftest udføre af instrumenter, hovedkorene, "favoritkorene" af menneskestemmer.
Logisk fastholder Schutz dog ikke denne ordning. I fortalen skriver han: "Die Capellen, so mit hohen Stimmen gesetzet", „sind meistentheils auff Zinken und andere Instrument gerichtet, jedoch wann man auch Sänger dabey haben kan. ist so viel desto besser. Die Favorit-Chöre hingegen sind zum Singen bestimmt, wiewohl auch etliche der Psalmen sich nicht ubel schicken, wann der höhere Chor mit Zincken, Geigen, der niedrige mit Posaunen oder andern Instrumenten gemacht und auff jedem Chor eine Stimme darneben gesungen wirdt".

### Opstandelsen
Fire år efter Davidssalmerne udgav Schutz sin "Historia der fröhlichen vnd Siegreichen Avfferstehung vnsers einigen Erlösers vnd Seligmachers Jesu Christi", der fremstår som et ikke uvigtigt led i den lange kæde af kirkelige dramatiske værker, som fra den katolske kirke fortsatte sig videre over i den protestantiske og omsider sluttede af med Bach’s monumentale Matthæus- og Johannes-passion.
Passionen havde i den protestantiske kirke fra først af haft den samme strengt kirkelige karakter, som tidligere i den katolske. Man havde enten affattet den kormæssigt i motetteform, eller således, at evangelistens og de enkelte personers tale blev sunget enstemmigt i kollekttone, mens folket blev repræsenteret ved små kor (Turbae), der skred frem i ganske simple harmonier og endnu savnede al dramatisk bevægelighed. En særstilling blandt de ældre protestantiske passionskomponister indtager den sachsiske kapelmester Scandellus (død 1580). Jesu tale afsynges i hans passioner firstemmigt, de andre personers tale to- og trestemmigt; kun evangelisten synger enstemmigt i kollekttone. Folkekorene er udsatte for firstemmigt kor. I almindelighed blev den ældre protestantiske passion indledt og afsluttet med et kort kor. Teksten til indledningskoret lød i reglen: "Das Leyden unseres Herrn Jesu Christi, wie es der Evangelist Matthæus (Lucas, Marcus, Johannes) beschrieben hat". En tekst, som hyppigt underlægges slutningskoret, lyder: "Dank sey dem Herrn, der uns erlöset hat durch sein leyden von der Hölle". Tit benyttede man ogsaa til indledning og afslutning koraler, som blev sungne af menigheden.
Schütz rettede sig i sin opstandelses-historie hovedsagelig efter de forbilleder, han forefandt i sin tids passionsværker. Værket indledes ligesom disse med et kort kor (Introitus) over ordene "Die Auferstehung unsers Herrn Jesu Christi, wie uns die von den Evangelisten beschrieben wird". Som afslutning (Conclusio) tjener et af strygeinstrumenter ledsaget dobbeltkor over ordene: "Gott sei Dank, der uns Sieg gegeben hat durch Jesum Christum." I selve fortællingen forekommer der kun et eneste kor, nemlig på det sted, hvor de 11 tilbageblevne apostle i Jerusalem udbryde: "Der Herr ist wahrhaftig auferstanden". De enkelte personers tale er overalt behandlet for flere stemmer, som oftest for to, og ledsages af en becifret bas. Jesus synges af tenor og alt, Magdalena af to sopraner og så videre, kun evangelisten synger solo i kollekttone.
Der findes ikke desto mindre i "Opstandelsen" træk, som vidne om, at Schütz stræber bort fra den traditionelle opfattelse af passionen, hvilket da også fuldkomment lader sig forsvare, når man ser hen til værkets bestemmelse "for fyrstelige kapeller og kamre", altså ikke udtrykkelig for kirken. Det er således tydeligt nok med en vis tøven, at Schütz optager den traditionelle flerstemmige behandlingsmåde af de enkelte personers tale. Han gør i fortalen i det mindste den bemærkning, at stemmerne enten begge kunne synges eller den ene kan synges og den anden spilles. Han tilføjer: "man kan også, om man vil, helt udelade den ene stemme."
Schütz’ trang til al anskueliggøre det fortalte, får i hans "Opstandelse" et interessant om end temmelig drastisk udslag i den måde, på hvilken han behandler evangelistens parti. Tilsyneladende foredrages evangeliet efter gammel skik og brug i kollekttone, men ser man imidlertid nøjere til, opdager man, ikke ét, men adskillige steder, et forsøg på i den kirkelige kollektsang på den mest bogstavelige måde at afbilde tekstindholdet. Et eksempel: hvor teksten lyder: "Denn der Engel des Herren stieg vom Himmel herab", benytter Schütz en nedadstigende toneskala.

### De syv Ord
Schutz lod det ikke blive ved dette ene forsøg på at dramatisere de evangeliske "historier". Med endnu større bestemthed finder hans dramatiske stræben udtryk i hans næste "historie", som blev til ca. 20 år senere. Dennes titel lyder: "Die sleben Worte unseres lieben Erlösers und Seligmachers Jesu Christi, so Er am Stamm des Heil. Creutzes gesprochen". Iblandt Schütz’ oratoriske værker frembyder dette ubetinget den største interesse. Både som dramatiker og som kirkelig komponist nåede Schutz videst her, hvor han ganske bryder med traditionen og går sine egne veje.
Den kortfattede forkyndelse af handlingens indhold i en Introitus er her opgivet. I dens sted træder en femstemmig, bredt anlagt motette, som synges til Ordene af den gamle kirkesang: "Da Jesus an dem Kreutze stund". Dette kor fremstiller den kristne kirke, der anstiller sine betragtninger over dagens tekst, og indtager således en fuldkommen objektiv stilling til handlingen:
Da Jesus an dem Kreuze stund,
Und ihm sein Leichnam war vervvundt
So gar mit bittern Schinerzen,
Die sieben Wort’, die Jesus sprach,
Betracht in deinem Herzen.
Først, da koret er forstummet, følger indledningssymfonien, der alene udføres af strygeinstrumenter, og med sine stille bårne klange virker ejendommeligt betagende.
"Det er som om et tæppe sagte løfter sig og viser menigheden Kristus på korset tillige med de personer, som omgiver ham. Ved handlingens slutning — hvor symfonien gentages — sænker tæppet sig igen lige så stille, hvorpå menigheden endnu en gang giver sine følelser og betragtninger luft i det herlige, smukt skrevne slutningskor: "Wer Gottes Marter in Ehren halt".
I selve evangeliet er alle de enkelte personers tale udtrykt i et ariost recitativ. Kollekttonen er fuldstændig opgivet. Den traditionelle flerstemmighed kommer kun endnu til anvendelse i enkelte øjeblikke, som fx henimod slutningen, hvor en solokvartet efter Jesu sidste ord overtager evangelistens parti og synger: "Und als er das gesagt hatte, neigete er das Haupt und gab seinen Geist auf." Af kor findes der slet ingen udenfor det nævnte indledningskor og det afsluttende kor. Som en mærkværdighed ved "De syv Ord", må det endnu fremhæves, at Schütz, ligesom senere Bach i Matthæuspassionen, konsekvent giver Jesu tale ledsagelse af en strygekvartet, mens han som baggrund for evangelistens og de andre personers tale overalt kun benytter orgelet. Herigennem og ved værkets deling i henholdsvis den evangeliske fortælling og de reflekterende kor, som repræsentere den kristelige menighed, betegner "De syv Ord" et endog meget vigtigt skridt hen imod de Bach’ske passionsværker.

### Passioner
I sammenhæng med "Opstandelsen" og "De syv Ord" skal her omtales de tre passioner, i hvilke Schutz for sidste gang beskæftiger sig med "den evangeliske historie". Mærkværdigt nok støtter Schütz sig i sine virkelige Passionsværker i det store og hele igen til sine protestantiske forgængeres opfattelse.
Som tekst til indledningskoret benytter han efter gammel skik og brug igen overskriften "Das Leiden unsers Herrn Jesu Christi..." Evangelistens og de handlende personers tale udtrykkes ikke mere i recitativ, men atter i den gamle kirkelige psalmoderende kollekttone. Både instrumental ledsagelse og instrumentale for- og mellemspil er bandlyste. Det hele foredrages udelukkende i sang. Men i én henseende udmærker disse Schütz’ske passioner sig frem for alle tidligere musikalske behandlinger af lidelseshistorien, det er i deres benyttelse af en række livfulde dramatiske kor (Turbae). Pøbelens vilde fanatiske "Korsfæst ham", disciplenes ængstelige "Herre, er det mig?" det hånende råb "Vær hilset, Du jødernes konge", kort sagt, alle de kor, som findes indførte i handlingen, er så karakteristisk tegnede, at man ved at høre dem uvilkårligt føler sig hensat midt i begivenhedernes gang. Det er ikke bredt udarbejdede kor i polyfon Stil, men korte, dramatiske Sætninger; det er netop den koncise kortfattethed, der bringer disse kor til at virke så naturligt som følelsesudbrud, fremkaldte af øjeblikkets situation.
Schütz har i disse Turbae efterladt sig en række mesterværker i den dramatiske korstil; han åbenbarer sig på dette punkt ikke alene som en betydningsfuld forløber for Bach, men også for Händel, hvis tyngdepunkt som oratoriekomponist netop ligger i den dramatisk udtryksfulde korsang.
Schutz’s "evangeliske historier" er i virkeligheden på én gang banebrydende for Bach’s passion og for det tyske oratorium; på en vis måde står de endog det sidstnævnte nærmere, end de står hint. Om "Opstandelsen" ved man, at den ikke engang var bestemt til kirkeligt brug; til begrebet strengt kirkelig svarer overhovedet slet ingen af Schutz’s "historier". Spitta gør i den henseende i særdeleshed opmærksom på den omstændighed, at den evangeliske koral, som i den Bach’ske passion er kompositionens egentlige kerne og giver denne sit afgjort kirkelige præg, hos Schütz træder påfaldende stærkt i baggrunden. Det er ganske vist ikke helt umuligt, siger han, at Schutz nu og da kan have ladet menigheden træde ind med en til indholdet passende koral, men der findes intet bevis for, at noget sådant virkelig har fundet sted. Selv på den motetteagtige bearbejdelse af kirkemelodien findes der i Schũtz’s "historier" kun ét eksempel. Hvor Schũtz nu og da benytter en gammel kirkesang, komponerer han den på ny; kun undtagelsesvis gør han brug af den oprindeligt tilhørende melodi. Bach tilstræber i sine passioner frem for alt at vække andagt; det er hos ham det lyriske element, som har overvægten. Schutz søger derimod som dramatiker i sin musik først og fremmest at levendegøre handlingen:
"Man kan betegne det som symbolsk for den modsætning, der består mellem Schũtz og Bach, at endog de pladser, fra hvilke de lade deres værker tone ud i kirken, ligge hinanden diametralt modsat som vest og øst. Bach virker fra orgelets kor. Han opstiller her ved den egentlige kilde til sin kunst sine sangere og instrumentister og lader deres forenede klang, der fylder hele rummet, bølge ud over den forsamlede menigheds hoveder. De optrædende personer i Schütz’ passion maa man derimod tænke sig opstillede foran alteret i en halvkreds omkring lektionspulten; lidt hævet over dem, på pulten selv, står evangelisten; nærmest bag ved ham de dramatiske personer, i anden række det kun sparsomt besatte kor. Fortælleren reciterer af en bog, de andre synger saa vidt muligt udenad, for derved desmere at give det hele skinnet af virkelighed."
I fortalen til "Opstandelsen" forlanger Schũtz endog, at de syngende skulle opstilles på en sådan måde, at kun evangelisten er synlig for tilhørerne. Denne opførelsesmåde er i høj grad oratoriemæssig, thi oratoriet kendes netop på, at der i det ses bort fra en synlig fremstilling, således at det alene bliver tonerne, som levendegør det billede, fortælleren ruller op for tilhørerne.
Ikke desto mindre sikre Schũtz’ "evangeliske historier" deres skaber en værdig plads imellem de protestantiske kirkekomponister. Trods sin tilbøjelighed for det dramatisk-udtryksfulde, åbenbarer Schũtz i disse værker et alvorligt, dybt religiøst sind. Stilen i hans "historier" er fuldkommen kirkelig, for så vidt som musikken helt og holdent bevæger sig i de gamle kirkelige tonearter. Ved i sine passioner helt at give afkald på instrumental ledsagelse, bøjede Schũtz sig ligeledes for en gammel kirkelig vedtægt, der i den stille uge forbød ethvert brug af instrumenter i kirken.

### Symfoniae sacrae
Mellem den første og den sidste af Schütz’ "evangeliske historier" ligger der et tidsrum af 43 år; man gennemskrider i disse værker et helt kunstnerliv og gør bekendtskab med en kunstnerpersonlighed af ikke almindelig betydning. For at få et fuldstændigt billede af denne mand, der i sit århundrede gjaldt for den største af alle tyske tonemestre, må man dog foruden hans "evangeliske historier" nødvendigvis også kende hans egentlige hovedværk, de såkaldte: "Symfoniae sacrae", hvis tre dele (der udkom i 1629, 1647 og 1650) ligeledes omspænde en længere periode af den mærkelige mesters liv.
Den første del af dette værdifulde værk var et umiddelbart resultat af Schutz’ andet besøg i Venedig. Man føler i denne musik, hvor levende han ved denne tid er opfyldt af den ny musikart, som han nu omsider har lært at kende på nært hold. Monteverdis værker havde nys åbenbaret ham en hel verden af ny kunstmidler, som han higede efter at bringe til anvendelse. Selvstændige instrumentalstykker veksle i denne første del med recitativer og udtryksfulde solosange, og det hele får ved en rig anvendelse af kromatiske toneforbindelser og en friere brug af kirketonearterne, en forholdsvis moderne karakter.
Trods sin begejstring for den ny musikretning vedblev Schutz dog altid også at holde den ældre klassiske musikstil højt i ære. Dette lader sig ikke alene bevise af hans gentagne udtalelser om, at en komponist, før han forsøger sig i den ny kunststil, nødvendigvis må være fuldt fortrolig med den klassiske a-capella-sang, men også af talrige eksempler i hans senere værker.
Af alle Schutz’ kompositioner står utvivlsomt det 3. bind af hans "Symphoniae sacrae" højest. Intet sted kommer hans ejendommeligheder så klart for en dag som her. Hovedparten af de i dette værk indeholdte musikstykker behandle små scener ud af det Ny Testamente, som fx Gabriels forkyndelse af Jesu fødsel, Jesu besøg i templet som barn, farisæeren og tolderen, Pauli omvendelse med flere. Det er, om man vil, oratorier i lille målestok, i alt fald indeholdes der i dem, ligesom i de "evangeliske Historier", betydningsfulde spirer til udviklingen af denne musikform. Schutz benytter i dette værk ligesom i sin tid i Davidssalmerne et hovedkor, der i afgørende momenter får støtte af et fuldstændiggørende kor. Instrumentalledsagelsen udføres som oftest af et orgel og to violiner.
"Pauli Omvendelse" begynder med, at to basstemmer af det 6-stemmige hovedkor istemmer råbet: "Saul, Saul, hvorfor forfølger Du mig?" De andre stemmer og violinerne gentager sætningen, som derefter optages af begge korene. Disse træder ind med fuld kraft, men synger efterhånden svagere og svagere, indtil sangen omsider toner ud i et pianissimo. Ganske svagt intonere nu et par enkelte stemmer: "Det vil blive dig svært at stampe imod bråden." "Saul, Saul," lyder det derimellem igen stærkere og stærkere fra koret. Siden klinger råbet igen svagere og intoneres til sidst kun endnu af tenoren. Det hele afsluttes pianissimo med spørgsmålet: "Hvorfor forfølger Du mig?"

### Øvrige værker
Af Schütz’ øvrige værker skal her kun endnu nogle enkelte nævnes. Hovedparten af disse er kirkeværker, i hvilke den gamle og ny stil rækker hinanden hånden. To år efter "Opstandelsen" udkom i Freiberg en samling "Geistliche Gesänge". Samme sted udgav Schütz i året 1628 sin musik til Becker’s rimede salmer. I krigsårene, som det formodes, under hans besøg i Danmark, opstod endelig: "Geistliche Concerte zu 1 bis 5 Stimmen" (Leipzig 1636) og "Musikalische Exequien" (Dresden 1636). Også anden del af Schütz’ "Symphoniae sacrae", som er tilegnet den danske prins Christian og 1642 blev denne overrakt af Schütz selv, er sandsynligvis bleven til her oppe.

## Modtagelseshistorie
I sin levetid blev Schütz tituleret som parens nostrae musicae modernae, dvs. "vor moderne musiks fader". I det første tyske musikhistoriske værk fra 1650 blev han omtalt som "den allerbedste tyske komponist", og på gravstenen blev han betegnet som saeculi sui musicus excellentissimus, dvs. "århundredets mest fremragende musiker". Schütz' elever tæller blandt andet Christoph Bernhard, Matthias Weckmann, David Pohle, Johann Theile, Adam Krieger og Johann Vierdanck. Trods sit ry i samtiden blev han glemt efter sin død, og forblev glemt i henved 200 år.
Første gang, Schütz blev udførlig nævnt efter glemselsperioden, var i Carl von Winterfelds monografi (1834) over Giovanni Gabrieli. Senere gjorde korlederen Carl Riedel ham kendt gennem sine egne bearbejdelser, først og fremmest af passionerne og Sieben Worte. Også Brahms opførte nogen af Schütz' værker. I 1885 begyndte Philipp Spitta at udgive de første af Schütz' samlede værker, og i 1920-erne startede et intensivt arbejde med frem for alt motetterne i Geistliche Chormusik. En konsekvens af arbejdet var, at der i 1930 blev dannet et Heinrich Schütz-selskab, Internationale Heinrich-Schütz-Gesellschaft, som arrangerer Schütz-festspil og Schütz-dage for at udbrede kendskabet til og forståelsen for hans musik. En af selskabets grundlæggere, Hans Joachim Moser, udgav i 1936 den første Schütz-biografi, og i 1955 begyndte selskabet at arbejde med en ny komplet udgave, som i december 2006 var kommet op i 34 bind, og man regner med at komme op på 45 bind. I 1979 begyndte selskabet at udgive årbøger med artikler om komponisten og relaterede emner.

## Værker
For en fuldstændig liste over Schütz' værker, se Schütz-Werke-Verzeichnis.
Omtrent 500 enkeltstykker er bevaret efter Schütz, de fleste er publicerede i samlingerne neden for:
- Il primo libro de madrigali (første bog med madrigaler) (Venezia, 1611)
- Psalmen Davids (Bog 1) (Dresden, 1619)
- Historia der frölichen und siegreichen Aufferstehung ... (Historien om Jesu opstandelse) (Dresden, 1623)
- Cantiones sacrae (Freiberg, 1625)
- Psalmen Davids (Bog 2) (Freiberg, 1628)
- Symphoniae sacrae (Bog 1) (Venezia, 1629)
- Musicalische Exequien (Dresden, 1636)
- Kleine geistliche Konzerte (Bog 1) (Leipzig, 1636)
- Symphoniae sacrae (Bog 2) (Dresden, 1647)
- Geistliche Chor-Music (Dresden, 1648)
- Symphoniae sacrae (Bog 3) (Dresden, 1650)
- Zwölf geistliche Gesänge (Dresden, 1657)
- Psalmen Davids (revideret udgave af bog 2) (Dresden, 1661)
- Magnificat
- Weihnachtshistorie (juleoratorium) (Dresden, 1664)